# Gérard Métadier
Pour les articles homonymes, voir Métadier.
Gérard Métadier, né en 1954, est un ancien joueur français de basket-ball.

## Biographie
Gérard Métadier entame sa carrière chez les postiers de Limoges, est sélectionné en Équipe de France Cadets en 1971 et intègre le bataillon de Joinville en 1974-75 dans l'équipe de France militaire. À l'ASPTT Limoges, Métadier joue en N2 et montre ses qualités de marqueur. Mais c'est à partir de 1975 que Métadier commence à se faire un nom sous la tunique verte du Cercle Saint-Pierre. Il connaît ainsi la montée en N1 (1978) avec le Limoges CSP dont il sera l'un des acteurs lors de la demi-finale retour dans la salle des sœurs rivières en inscrivant les deux-lancers francs synonyme de montée en N1. Il continue en 1979 à défendre les couleurs du Limoges CSP en tant que meneur de jeu. Puis il suspend sa carrière pendant deux ans. Gérard Métadier continue sa carrière au Castres BC (N3) de 1981 à 1984 et la finit à l'Albi Basket Club, en 1987 en tant que joueur- entraîneur.